# Princípio da insignificância
Princípio da Insignificância ou Princípio da Bagatela ou Preceito Bagatelar é um princípio de direito penal moderno que determina a não punição de crimes que geram uma ofensa irrelevante ao bem jurídico protegido pelo tipo penal. Sua consagração no direito penal contemporâneo tem origem na obra do penalista alemão Claus Roxin, que propôs sua utilização como forma de restrição teleológica dos tipos penais (Geringfügigkeitsprinzip). No entanto, ele tem precedente no Direito Romano, na máxima processual "minimis non curat praetor", isto é, "o pretor (no caso o magistrado, responsável pela aplicação da lei ao caso concreto), não cuida de minudências (questões insignificantes)".
Conforme a teoria majoritariamente aceita no Brasil, a criminalização de condutas só é admitida quando idônea a proteger um bem jurídico de grande valor para a comunidade (vida, integridade física, propriedade etc.). Essa ideia de proteção de bens jurídicos também se projeta sobre a interpretação dos crimes pelo Poder Judiciário. Portanto, diante do caso concreto, o juiz não deve analisar apenas se a conduta do réu se encaixa formalmente no tipo penal, mas também se causa uma ofensa relevante ao bem jurídico tutelado. Por exemplo, subtrair um cigarro do colega de trabalho é uma conduta que se adequa perfeitamente ao tipo penal de furto (art. 155 do Código Penal). No entanto, por causar uma ofensa ínfima ao bem jurídico propriedade, essa conduta não justifica que seja aplicada uma pena ao autor, pois seria manifestamente desproporcional. Nesse caso, deve-se absolver o réu mediante aplicação do princípio da insignificância, que resulta na atipicidade material da conduta.
A não punição de crimes insignificantes é reconhecida em diversos ordenamentos jurídicos, mas a questão recebe tratamento díspar. Enquanto no Brasil a insignificância é tratada como uma questão de direito penal material (que exclui a tipicidade e conduz à absolvição), em outros países, como a Alemanha, ela recebe um tratamento processual (§ 153 do Código de Processo Penal Alemão).

## Brasil
No Brasil, o Supremo Tribunal Federal, em decisão do Ministro Celso de Melo, procurou compatibilizar a aplicação do Princípio da Insignificância, que privilegia outros princípios do Direito Penal, como o Princípio da Intervenção Mínima, o Princípio da Fragmentariedade e o Princípio da lesividade, com o Princípio da Legalidade, que previamente elege os bens jurídicos que merecem tutela estatal, e, portanto elencou os seguintes critérios para aplicação do Princípio da Insignificância em Direito Penal:
1. mínima ofensividade da conduta do agente;
2. nenhuma periculosidade social da ação;
3. reduzidíssimo grau de reprovabilidade do comportamento;
4. inexpressividade da lesão jurídica provocada.[6][7][8] Ainda segundo o STF, o ato com lesividade insignificante poderia até configurar Tipicidade formal, qual seja,  a pura descrição formal do tipo, mas não configuraria a tipicidade material, pois o bem tutelado não foi efetivamente lesado, ou, ao menos, lesado a ponto de se justificar a judicialização e sanção penal.

O mesmo STF considera como crimes incompatíveis com o Princípio da Insignificância os crimes mediante violência ou grave ameaça à pessoa; Tráfico de Drogas; e Crimes de falsificação.
Segundo Carlos Vico Manãs:
| “ | Ao realizar o trabalho de redação do tipo penal, o legislador apenas tem em mente os prejuízos relevantes que o comportamento incriminado possa causar à ordem jurídica e social. Todavia, não dispõe de meios para evitar que também sejam alcançados os casos leves. O princípio da insignificância surge justamente para evitar situações dessa espécie, atuando como instrumento de interpretação restritiva do tipo penal, com o significado sistemático e político-criminal de expressão da regra constitucional do nullum crimen sine lege, que nada mais fez do que revelar a natureza subsidiária e fragmentária do direito penal. No que diz respeito à origem, pode-se afirmar que o princípio já vigorava no direito romano, pois o pretor, em regra geral, não se ocupava de causas ou delitos insignificantes, seguindo a máxima contida no brocardo minimis non curat pretor. | ” |

Segundo Alberto Silva Franco:
| “ | Um princípio bem próximo ao da adequação social é o da insignificância. Alguns autores chegam até a dizer que este se inclui naquele. Roxin ('Politica Criminal y Sistema del Derecho Penal', Bosch, Barcelona, 1972), por exemplo, afirma que às condutas socialmente admissíveis, 'pertence o denominado princípio da insignificância que permite na maior parte dos tipos excluir desde logo dano de pouca importância: mau trato não é qualquer tipo de lesão à integridade corporal, mas apenas um que seja relevante; analogamente, indecorosa, no sentido do Código Penal é somente a ação sexual de uma certa importância; injuriosa, do ponto de vista delitivo, é tão somente a lesão grave à pretensão social de respeito. Como 'força' deve ser considerado unicamente um obstáculo de certa importância, igualmente também a ameaça deve ser 'sensível' para passar o umbral da criminalidade'. Não obstante o posicionamento de Roxin, força é convir que o princípio da insignificância atua paralelamente ao princípio da ação socialmente adequada, mas com ele não se confunde. Distingue um do outro a circunstância de que o princípio da insignificância 'não pressupõe a total aprovação social da conduta, mas apenas uma relativa tolerância dessa conduta, por sua escassa gravidade' (Mir Puig, ob. cit., p. 46). | ” |

Segundo José Henrique Guaracy:
| “ | o princípio da insignificância se ajusta à equidade e à correta interpretação do direito. Por aquela acolhe-se um sentimento de justiça, inspirado nos valores vigentes em sociedade, liberando-se o agente cuja ação, por sua inexpressividade, não chega a atentar contra os valores tutelados pelo Direito Penal | ” |

Segundo Celso de Mello
| “ | O princípio da insignificância - que deve ser analisado em conexão com os postulados da fragmentariedade e da intervenção mínima do Estado em matéria penal - tem o sentido de excluir ou de afastar a própria tipicidade penal, examinada na perspectiva de seu caráter material. Doutrina. Tal postulado - que considera necessária, na aferição do relevo material da tipicidade penal, a presença de certos vetores, tais como (a) a mínima ofensividade da conduta do agente, (b) a nenhuma periculosidade social da ação, (c) o reduzidíssimo grau de reprovabilidade do comportamento e (d) a inexpressividade da lesão jurídica provocada - apoiou-se, em seu processo de formulação teórica, no reconhecimento de que o caráter subsidiário do sistema penal reclama e impõe, em função dos próprios objetivos por ele visados, a intervenção mínima do Poder Público. O Postulado da Insignificância e a Função do Direito Penal: “De minimis, non curat praetor”. - O sistema jurídico há de considerar a relevantíssima circunstância de que a privação da liberdade e a restrição de direitos do indivíduo somente se justificam quando estritamente necessárias à própria proteção das pessoas, da sociedade e de outros bens jurídicos que lhes sejam essenciais, notadamente naqueles casos em que os valores penalmente tutelados se exponham a dano, efetivo ou potencial, impregnado de significativa lesividade. | ” |

Segundo Francisco de Assis Toledo
| “ | Note-se que a gradação qualitativa e quantitativa do injusto referida inicialmente (supra, n. 123), permite que o fato penalmente insignificante seja excluído da tipicidade penal, mas possa receber tratamento adequado – se necessário – como ilícito civil, administrativo etc., quando assim o exigirem preceitos legais ou regulamentares extrapenais. | ” |

Segundo Ayres Britto
| “ | 1. O tema da insignificância penal diz respeito à chamada “legalidade penal”, expressamente positivada como ato-condição da descrição de determinada conduta humana como crime, e, nessa medida, passível de apenamento estatal, tudo conforme a regra que se extrai do inciso XXXIX do art. 5º da CF, literis: “não há crime sem lei anterior que o defina, nem pena sem prévia cominação legal”. É que a norma criminalizante (seja ela proibitiva, seja impositiva de condutas) opera, ela mesma, como instrumento de calibração entre o poder persecutório-punitivo do Estado e a liberdade individual 2. A norma legal que descreve o delito e comina a respectiva pena atua por modo necessariamente binário, no sentido de que, se, por um lado, consubstancia o poder estatal de interferência na liberdade individual, também se traduz na garantia de que os eventuais arroubos legislativos de irrazoabilidade e desproporcionalidade se expõem a controle jurisdicional. Donde a política criminal-legislativa do Estado sempre comportar mediação judicial, inclusive quanto ao chamado “crime de bagatela” ou “postulado da insignificância penal” da conduta desse ou daquele agente. Com o que o tema da significância penal confirma que o “devido processo legal” a que se reporta a Constituição Federal no inciso LIII do art. 5º é de ser interpretado como um devido processo legal substantivo ou material. Não meramente formal. 3. Reiteradas vezes este Supremo Tribunal Federal debateu o tema da insignificância penal. Oportunidades em que me posicionei pelo reconhecimento da insignificância penal como expressão de um necessário juízo de razoabilidade e proporcionalidade de condutas que, embora formalmente encaixadas no molde legal-punitivo, materialmente escapam desse encaixe. E escapam desse molde simplesmente formal, por exigência mesma da própria justiça material enquanto valor ou bem coletivo que a nossa Constituição Federal prestigia desde o seu principiológico preâmbulo. Justiça como valor, a se concretizar mediante uma certa dosagem de razoabilidade e proporcionalidade na concretização dos valores da liberdade, igualdade, segurança, bem-estar, desenvolvimento, etc. Com o que ela, justiça, somente se realiza na medida em que os outros valores positivos se realizem por um modo peculiarmente razoável e proporcional. Equivale a dizer: a justiça não tem como se incorporar, sozinha, à concreta situação das protagonizações humanas, exatamente por ser ela a própria resultante de uma certa cota de razoabilidade e proporcionalidade na historicização de valores positivos (os mencionados princípios da liberdade, da igualdade, da segurança, bem-estar, desenvolvimento, etc). Donde a compreensão de que falar do valor da justiça é falar dos outros valores que dela venham a se impregnar por se dotarem de um certo quantum de ponderabilidade, se por este último termo (ponderabilidade) englobarmos a razoabilidade e a proporcionalidade no seu processo de concreta incidência. Assim como falar dos outros valores é reconhecê-los como justos na medida em que permeados desse efetivo quantum de ponderabilidade (mescla de razoabilidade e proporcionalidade, torna-se a dizer). Tudo enlaçado por um modo sinérgico, no sentido de que o juízo de ponderabilidade implica o mais harmonioso emprego do pensamento e do sentimento do julgador na avaliação da conduta do agente em face do seu subjetivado histórico de vida e da objetividade da sua concreta conduta alegadamente delitiva. 4. É nessa perspectiva de concreção do valor da justiça que se pode compreender o tema da insignificância penal como um princípio implícito de direito constitucional e, simultaneamente, de direito criminal. Pelo que é possível extrair do ordenamento jurídico brasileiro a premissa de que toda conduta penalmente típica só é penalmente típica porque significante, de alguma forma, para a sociedade e a própria vítima. É falar: em tema de política criminal, a Constituição Federal pressupõe lesão significante a interesses e valores (os chamados “bens jurídicos”) por ela avaliados como dignos de proteção normativa. Daí porque ela, Constituição, explicitamente trabalha com dois extremos em matéria de política criminal: os crimes de máximo potencial ofensivo (dentre os quais os chamados delitos hediondos e os que lhe sejam equiparados, de parelha com os crimes de natureza jurídica imprescritível) e as infrações de pequeno potencial ofensivo (inciso I do art. 98 da CF). Mesmo remetendo à conformação legislativa ordinária a descrição dos crimes hediondos, bem como daqueles de pequeno potencial de ofensividade. 5. Ao prever, por exemplo, a categoria de infrações de menor potencial ofensivo (inciso I do art. 98), a Constituição Federal logicamente nega a significância penal de tudo que ficar aquém desse potencial, de logo rotulado de “menor”; ou seja, quando a Constituição Federal concebe a categoria das infrações de menor potencial ofensivo, parece mesmo que o faz na perspectiva de uma conduta atenuadamente danosa para a vítima e a sociedade, é certo, mas ainda assim em grau suficiente de lesividade para justificar uma reação estatal punitiva. Pelo que estabelece um vínculo operacional direto entre o efetivo dano ao bem jurídico tutelado, por menor que seja, e a necessidade de uma resposta punitiva do Estado. 6. A contrario sensu, o dano que subjaz à categoria da insignificância penal não caracteriza, materialmente, sequer lesão de pequena monta; ou seja, trata-se de ofensividade factualmente nula, porquanto abaixo até mesmo da concepção constitucional de dano menor. Donde sua categorização como penalmente atípica. 7. O desafio do intérprete da norma é encontrar aqueles vetores que levem ao juízo da não-significância penal da conduta. Vetores que decolam de uma leitura pluridimensional da figura da adequação típica, principiando pelo ângulo do agente; quero dizer: da perspectiva do agente, a conduta penalmente insignificante deve revelar muito mais uma extrema carência material do que uma firme intenção e menos ainda toda uma crônica de vida delituosa. Pelo que o reconhecimento da irrelevância penal da ação ou omissão formalmente delituosa passa a depender de uma ambiência factual reveladora da extrema vulnerabilidade social do suposto autor do fato. Até porque, sendo o indivíduo uma realidade única ou insimilar, irrepetível mesmo na sua condição de microcosmo ou de um universo à parte, todo instituto de direito penal que se lhe aplique há de exibir o timbre da personalização. Logo, tudo tem que ser personalizado na concreta aplicação do direito constitucional-penal (sobretudo os institutos da pena e da prisão), pois é a própria Constituição que se deseja assim orteguianamente aplicada (na linha do “Eu sou eu e as minhas circunstâncias”, como luminosamente enunciou Ortega Y Gasset). 8. Já do ângulo da vítima, o exame da relevância ou irrelevância penal deve atentar para o seu peculiarmente reduzido sentimento de perda por efeito da conduta do agente, a ponto de não experimentar revoltante sensação de impunidade ante a não-incidência da norma penal que, a princípio, lhe favorecia. Espécie da mais consentida desreificação ou auto-apeamento de situação jurídico-subjetiva. Sem que estejamos a incluir nesse vetor aquelas situações atinentes aos bens de valoração apenas no psiquismo da vítima, porquanto de valor tão-somente sentimental (uma bijuteria que pertenceu a importante familiar falecido ou muito admirado, por exemplo). 9. Sob o prisma dos meios e modos de realização da conduta, não se pode reconhecer como irrelevante a ação que se manifesta mediante o emprego de violência ou ameaça à integridade física, ou moral, tanto da vítima quanto de terceiros. É dizer: os meios e modos de execução da ação formalmente delitiva não podem consistir em atentado à vida, à saúde, à integridade física, nem à dignidade de qualquer pessoa. Reversamente, sinaliza infração de bagatela ou penalmente insignificante aquela que, além de não se fazer acompanhar do modus procedendi que estamos a denunciar como intolerável, revela um atabalhoamento ou amadorismo tal na sua execução que antecipa a sua própria frustração; isto é, já antecipa a sua marcante propensão para a forma não mais que tentada de infração penal, porque, no fundo, ditadas por um impulso tão episódico quanto revelador de extrema carência econômica do agente. 10. Do ângulo da repressão estatal, a aplicação do princípio da não-significância penal é de se dar num contexto empírico de óbvia desnecessidade do poder punitivo do Estado. Situações em que a imposição de uma pena se auto-evidencie como tão despropositada que até mesmo a pena mínima de privação liberdade, ou sua conversão em restritiva de direitos, já significa um desbordamento de qualquer idéia de proporcionalidade. 11. Por fim, e invertendo um pouco a visão até hoje prevalecente na doutrina e na jurisprudência brasileiras acerca do furto e demais crimes contra o patrimônio, o reconhecimento da atipicidade material da conduta há de levar em consideração o preço ou a expressão financeira do objeto do delito. Ou seja: o objeto material dos delitos patrimoniais é de ser conversível em pecúnia, e, nessa medida, apto a provocar efetivo desfalque ou redução do patrimônio da vítima. Reversamente há de propiciar algum enriquecimento do agente. Enriquecimento sem causa, lógico, apto à estimulação de recidiva e à formação do juízo malsão de que “o crime compensa”. É dizer, o objeto material do delito há de exibir algum conteúdo econômico, seja para efetivamente desfalcar ou reduzir o patrimônio da vítima, seja para ampliar o acervo de bens do agente. 12. As presentes diretivas de aplicabilidade do princípio da insignificância penal não são mais que diretivas mesmas ou vetores de ponderabilidade. Logo, admitem acréscimos, supressões e adaptações ante o caso concreto, como se expõe até mesmo à exclusão, nesses mesmos casos empíricos (por exemplo nos crimes propriamente militares de posse de entorpecentes e nos delitos de falsificação da moeda nacional, exatamente como assentado pelo Plenário do STF no HC 103.684 e por esta Segunda Turma no HC 97.220, ambos de minha relatoria). 13. No caso, a tentativa de subtração de protetores solares, a todo tempo monitorada pelos seguranças do estabelecimento comercial de grande porte e pelo sistema de vigilância eletrônica, se amolda à ponderabilidade de todas as diretivas listadas. O que legitima ou autoriza a aplicação do princípio da insignificância, pena de se provocar a mobilização de uma máquina custosa, delicada e ao mesmo tempo complexa como é o aparato de poder em que o Judiciário consiste, para, afinal, não ter o que substancialmente tutelar. | ” |